# Phalaba dorkai
Phalaba dorkai är en kräftdjursart som beskrevs av Franco Ferrara1974. Phalaba dorkai ingår i släktet Phalaba och familjen Trachelipodidae. Inga underarter finns listade i Catalogue of Life.